# Wolfgang Bächler
Wolfgang Bächler (Pseudonym: Wolfgang Born; * 22. März 1925 in Augsburg; † 24. Mai 2007 in München) war ein deutscher Lyriker und Prosaschriftsteller.

## Leben
Wolfgang Bächler war der Sohn eines Landgerichtspräsidenten. Er besuchte die Volksschule in Bamberg und das Gymnasium in München und Memmingen. 1943 legte er sein Abitur ab, anschließend wurde er zum Arbeitsdienst, später als Soldat zur Wehrmacht eingezogen. 1944 erlitt er eine schwere Verwundung in den französischen Alpen. Er geriet in Kriegsgefangenschaft, aus der er befreit wurde. Nach Lazarettaufenthalten in Süddeutschland schloss sich eine erneute Kriegsgefangenschaft an, aus der er floh.

„Die jungen Deutschen meines Alters hatten besser schießen als lesen und schreiben gelernt … Ich sollte auch schießen lernen. Aber meine Hand zitterte, wenn ich schießen mußte. Ich traf die Zielscheibe nicht … Ich traf die Menschen nicht … Ich schoß immer daneben. Ich hätte nur mich selber erschießen können.“

Von 1945 bis 1948 studierte Bächler Germanistik, Romanistik, Kunstgeschichte und Theaterwissenschaft an der Universität München. 1947 nahm er als jüngstes Mitglied an der ersten Tagung der Gruppe 47 teil. In den folgenden Jahren war er vor allem journalistisch tätig. 1956 heiratete er die Französin Danielle Ogier, mit der er von 1956 bis 1966 anfangs in Paris, später im Elsass lebte. 1967 kehrte er nach München zurück, wo er wieder als Journalist arbeitete. Daneben trat er gelegentlich in kleinen Filmrollen bei Regisseuren wie Volker Schlöndorff und Werner Herzog auf, u. a. in der Blechtrommel. In Der plötzliche Reichtum der armen Leute von Kombach spielte er die Rolle des David Briel.
Bächler war in den Fünfzigerjahren ein von Kollegen wie Gottfried Benn und Karl Krolow hochgeschätzter Autor; seine Lyrik und Kurzprosa ist in ihrer Behandlung existenzieller Themen mit den Werken Wolfgang Borcherts verglichen worden. Ein ausgeprägtes depressives Leiden führte zu großen Schaffenspausen in Bächlers Leben, war allerdings auch die Inspiration für seine „Traumprotokolle“. Die Protokolle schrieb Bächler meist im morgendlichen Halbschlaf nieder. Ihm war therapeutisch geraten worden, das, was ihn nachts aus dem Unterbewusstsein heraus bedrängte, schriftlich zu fixieren und so zu objektivieren.
Wolfgang Bächler war Mitglied des PEN-Zentrums der Bundesrepublik Deutschland und des Verbandes Deutscher Schriftsteller. Er starb am 24. Mai 2007 in München.

„Ich bin ein Sozialist ohne Parteibuch, ein Deutscher ohne Deutschland, ein Lyriker ohne viel Publikum … kurzum ein unbrauchbarer, unsolider, unordentlicher Mensch, der keine Termine einhalten und keine Examina durchhalten kann und Redakteure, Verleger und Frauen durch seine Unpünktlichkeit zur Verzweiflung bringt.“

Sein Nachlass wird in der Münchner Monacensia aufbewahrt.

## Ehrungen
- 1975: Tukanpreis der Stadt München
- 1979: Schwabinger Kunstpreis
- 1984: Ehrengabe des Kulturkreises der Deutschen Wirtschaft
- 1993: Verdienstkreuz am Bande der Bundesrepublik Deutschland

## Werke (Auswahl)

### Bücher
- 1947: Die Erde bebt noch
- 1950: Die Zisterne
- 1950: Der nächtliche Gast
- 1955: Lichtwechsel
- 1962: Türklingel
- 1963: Türen aus Rauch
- 1972: Traumprotokolle
- 1975: Im Zug
- 1976: Ausbrechen. Gedichte aus zwanzig Jahren
- 1979: Stadtbesetzung
- 1982: Nachtleben
- 1985: Im Zwischenreich
- 1988: Ich ging deiner Lichtspur nach
- 1988: Im Schlaf
- 1990: Einer, der auszog, sich köpfen zu lassen
- 2000: Wo die Wellenschrift endet
- 2012: Hrsg.: Katja Bächler und Jürgen Hosemann: Gesammelte Gedichte. S. Fischer Verlag, Frankfurt am Main, ISBN 978-3-10-003509-7.

## Filmografie
- 1970: Candy Man
- 1971: Der plötzliche Reichtum der armen Leute von Kombach
- 1972: Das goldene Ding
- 1972: Adele Spitzeder
- 1972: Strohfeuer
- 1975: Hauptlehrer Hofer
- 1975: Die Angst ist ein zweiter Schatten
- 1979: Woyzeck

## Vertonungen
- Rudi Spring: So nah in der Ferne (op. 52; 1984–91). Liederzyklus für Sopran (oder Mezzosopran), Flöte, Viola und Violoncello. UA 13. November 1992 Augsburg

## Film
- Schräg im Nichts, Der Dichter Wolfgang Bächler. Ein Film von Vera Botterbusch, 45 Min. BR 1996

## Sekundärliteratur
- Waldemar Fromm/Holger Pils (Hrsg.): Ich trage Erde in mir. Beiträge zum Werk von Wolfgang Bächler. Wallstein, Göttingen 2021, ISBN 978-3-8353-3847-0.